# Alfambra
Alfambra település Spanyolországban, Teruel tartományban. Alfambra Camañas, Celadas, Escorihuela, Orrios, Peralejos, Perales del Alfambra, Teruel és Visiedo községekkel határos. Lakosainak száma 487 fő (2024).

## Népesség
A település lakosságának változását az alábbi diagram mutatja:
| Lakosok száma | 630  | 640  | 756  | 723  | 622  | 587  | 554  | 508  | 490  | 487  |
|               | 2001 | 2004 | 2007 | 2009 | 2012 | 2014 | 2017 | 2019 | 2022 | 2024 |